# Едмонтон Ойл-Кінгс
«Едмонтон Оіл-Кінгс» (англ. Edmonton Oil Kings) — канадський молодіжний хокейний клуб, що представляє місто Едмонтон, провінція Альберта. Команда виступає у центральному дивізіоні східної конференції західної хокейної ліги. Домашнім майданчиком «нафтових королів» є Рексалл-плейс, котра під час проведення хокейного поєдинку здатна вмістити понад 16 тис. уболівальників.

## Історія
Перший клуб із назвою Оіл-Кінгс з'явився в Едмонтоні у 1950 році. У період з 1951 по 1956 команда грала у Західній юніорській хокейній лізі. Наступні 10 років (з 1956 по 1966) — у нині не функціонуючій Центральній хокейній лізі Альберти. Саме в цей період «нафтові королі» два рази виграли Меморіальний кубок (у 1963 та 1966 роках). Починаючи з 1966 команда виступала в ЗХЛ (яка тоді мала назву західна канадська хокейна ліга), де двічі, у 1971 та 1972 роках, вигравала Президентський кубок (головний трофей змагань).
Після закінчення сезону 1976 року, команда переїхала в Портленд, де виступає і донині під назвою Вінтергокс.
Наступна версія Оіл-Кінгс була створена в 1978 році шляхом перевезення з Флін-Флону місцевої команди «Бомберс». Однак відігравши лише один сезон, через низьку відвідуваність, клуб був проданий і перевезений до Монтани.
Сучасна команда Оіл-Кінгс пирєдналася до західної хокейної ліги у 2007 році. З липня 2008 франшиза знаходиться у власності інвестиційної групи, котрій також належить і клуб НХЛ Едмонтон Ойлерс.

## Результати по сезонах
Скорочення: І = Ігри, В = Виграші, ПО = Поразки не в основний час гри, П = Поразки, ГЗ = Голів забито, ГП = Голів пропущено, О = Очки
| Сезон     | Ліга | І  | В  | ПО | П  | ГЗ  | ГП  | О   | Місце     | Плей-оф                            |
| 2007-2008 | ЗХЛ  | 72 | 22 | 11 | 39 | 162 | 241 | 55  | 19-е з 22 |                                    |
| 2008-2009 | ЗХЛ  | 72 | 29 | 9  | 34 | 191 | 252 | 67  | 15-е з 22 | Програш в чвертьфіналі конференції |
| 2009-2010 | ЗХЛ  | 72 | 16 | 13 | 43 | 169 | 285 | 45  | 21-е з 22 |                                    |
| 2010-2011 | ЗХЛ  | 72 | 31 | 7  | 34 | 249 | 252 | 69  | 14-е з 22 | Програш в чвертьфіналі конференції |
| 2011-2012 | ЗХЛ  | 72 | 50 | 7  | 15 | 310 | 193 | 107 | 1-е з 22  | Чемпіони                           |
| 2012-2013 | ЗХЛ  | 72 | 51 | 6  | 15 | 278 | 155 | 108 | 2-е з 22  | Програш у фіналі                   |
| 2013-2014 | ЗХЛ  | 72 | 50 | 3  | 19 | 290 | 179 | 103 | 3-е з 22  | Чемпіони                           |

## Рекорди клубу
Командні рекорди
- Найбільша кількість очок в сезоні — 108 (В51-ПО6-П15) (2012-13)
- Найменша кількість очок в сезоні — 45 (В16-НО13-П43) (2009-2010)
- Найбільша кількість забитих голів в сезоні — 310 (2011-12)
- Найменша кількість забитих голів в сезоні — 162 (2007-08)
- Найбільша кількість пропущених голів в сезоні — 285 (2009-10)
- Найменша кількість пропущених голів в сезоні — 155 (2012-13)

Індивідуальні рекорди
- Найбільша кількість набраних очок за сезон (форвард) — 105, Майкл Сент-Крю (2011-12)
- Найбільша кількість набраних очок за сезон (захисник) — 55, Мартін Гернат (2011-12)
- Найбільша кількість набраних очок за сезон (новачок) — 55, Мартін Гернат (2011-12)
- Найбільша кількість закинутих шайб у сезоні (форвард) — 45, Майкл Сент-Крю (2011-12)
- Найбільша кількість закинутих шайб у сезоні (захисник) — 15, Кіган Лав (2012-13)
- Найбільша кількість закинутих шайб у сезоні (новачок) — 20, Кертіс Лазар (2011-12)-96)
- Найбільша кількість результативних пасів за сезон — 63, Ділан Врак (2012-13)
- Найбільша кількість штрафних хвилин у сезоні — 156, Мітч Мороз (2013-14)
- Найбільша кількість перемог в сезоні (для голкіперів) — 44, Трістан Джеррі (2013-14)
- Найбільша кількість матчів без пропущених шайб (для голкіперів) — 8, Трістан Джеррі (2013-14)
- Найкращий відсоток відбитих кидків (мінімум 30 ігор) — 91,7%, Лорен Броссо (2012-13)

### Найкращі бомбардири
| Найбільша кількість: | Найбільша кількість: | Найбільша кількість: | Найбільша кількість: | Найбільша кількість: | Найбільша кількість: | Найбільша кількість: | Найбільша кількість: | Найбільша кількість:  | Найбільша кількість: |
| Матчів               | Матчів               | Голів                | Голів                | Результативних пасів | Результативних пасів | Очок                 | Очок                 | Штрафних хвилин       | Штрафних хвилин      |
| -------------------- | -------------------- | -------------------- | -------------------- | -------------------- | -------------------- | -------------------- | -------------------- | --------------------- | -------------------- |
| Тіджей Фостер        | 338                  | Майкл Сент-Крю       | 128                  | Майкл Сент-Крю       | 192                  | Майкл Сент-Крю       | 320                  | Кіган Лав             | 470                  |
| Майкл Сент-Крю       | 280                  | Тіджей Фостер        | 101                  | Ділан Врак           | 169                  | Тіджей Фостер        | 256                  | Мітч Мороз            | 429                  |
| Кіган Лав            | 276                  | Кертіс Лазар         | 99                   | Тіджей Фостер        | 155                  | Ділан Врак           | 256                  | Дрю Нікол             | 326                  |
| Ділан Врак           | 259                  | Ділан Врак           | 87                   | Генрік Самуельсон    | 123                  | Генрік Самуельсон    | 198                  | Адріан ван де Моссела | 325                  |
| Ретт Рачінскі        | 244                  | Генрік Самуельсон    | 75                   | Марк Пайсик          | 100                  | Кертіс Лазар         | 169                  | Кларк Вілсон          | 318                  |